# Β-グルコシダーゼ
β-グルコシダーゼ(β-glucosidase; EC 3.2.1.21)は糖のβ-グリコシド結合を加水分解する反応を触媒する酵素。β‐D‐グルコシドグルコヒドロラーゼ，アミグダーゼとも呼ばれる。また、β-グリコシド結合を持つ代表的な糖であるセロビオースやゲンチオビオースから、しばしばセロビアーゼ、ゲンチオビアーゼとも呼ばれる。
微生物，高等植物，動物の肝臓・腎臓・小腸粘膜，カタツムリ消化液などに広く分布するが、基質特異性は起源によって異なる。
α-グルコシダーゼ同様、動植物通じて広く存在し、異化代謝に関わっている。アグリコンと糖の結合も分解するが、アグリコンの構造によっては、基質が阻害剤となる場合もある。セルロースの分解に関連する酵素で、β-グルコシダーゼの活性が低いとセロビオースが蓄積し、セルロースの働きを阻害する場合がある。ただし、一般的にはセルラーゼの活性の方が低い。
β-グルコシダーゼの先天性欠損症はゴーシェ病を引き起こす。